# Shiny Smily Story
〈Shiny Smily Story〉是VTuber經紀公司「Hololive」的第一首官方歌曲，由hololive IDOL PROJECT演唱。

## 摘要
短版歌曲和PV在2019年8月9日於日本C96活動時公布，完整版於2019年9月16日以數位下載形式進行發售，試聽PV於2020年1月10日發布在YouTube官方頻道中。該作品簡版PV中出場的成員皆以泳装3D形式來呈現。

## 遊戲收錄
2020年2月12日至3月30日間，與由Marvelous開發、發行的音樂機台遊戲WACCA進行首次連動合作，將〈Shiny Smily Story〉、〈Dream☆Story〉、〈without U〉三首曲子收錄至遊玩曲目當中。活動名稱為「Hololive連動」（ホロライブコラボ）。同年11月19日至2021年1月18日，因進行第二次合作活動「Hololive連動第二彈」（ホロライブコラボ第2弾），於首次活動時上線的三首歌曲再次於WACCA上進行復刻。活動名稱為「Hololive連動-復刻」（ホロライブコラボ(復刻)）。
2021年2月14日至2月23日，與由Donuts開發、武士道發行的音樂手機遊戲遊戲D4DJ Groovy Mix進行連動，將多首Hololive成員發行歌曲收錄至遊玩曲目當中。並將〈Shiny Smily Story〉由D4DJ多媒體企劃中的團體Lyrical Lily進行翻唱。活動名稱為「Shiny Smily Scratch！」。

## 收录曲目
| 數位下載 | 數位下載                        | 數位下載 |
| 曲序     | 曲目                            | 时长     |
| -------- | ------------------------------- | -------- |
| 1.       | Shiny Smily Story               | 4:16     |
| 2.       | Shiny Smily Story(instrumental) | 4:16     |
| 总时长： | 总时长：                        | 8:32     |

## 備註
1. ↑  即時乃空、蘿蔔子、櫻巫女和hololive一期生、二期生、Gamers的全部成員。